# AHMT-Verfahren
Das AHMT-Verfahren ist ein Messverfahren zur Bestimmung des Gehalts an Formaldehyd in Gasen. Das diskontinuierliche Verfahren wird zur Emissionsmessung eingesetzt.

## Aufbau, Verfahren und Einsatz
Für die Bestimmung von Formaldehyd wird ein Teilstrom des beladenen Abgases durch eine Waschflasche geleitet. Dort reagieren die enthaltenen Aldehyde in einem stark alkalischen, wässrigen Medium mit 4-Amino-3-hydrazino-5-mercapto-1,2,4-triazol (AHMT) zu einem farblosen Zwischenprodukt. Dieses reagiert mit Luftsauerstoff zu einem purpurnen Tetrazinderivat, dessen Konzentration photometrisch vermessen werden kann. 
In einem sauren Medium ist die Reaktion von AHMT mit Aldehyden nicht auswertbar. Ein großer Anteil saurer Gase im Abgas, dazu zählt insbesondere Kohlenstoffdioxid, verlängert die Reaktionszeit.
Im Vergleich zum DNPH-Verfahren und zum MBTH-Verfahren weist das AHMT-Verfahren keine Querempfindlichkeiten gegenüber Urotropin auf. Es ist aber nicht selektiv bezüglich Formaldehyd. Auch sind beim AHMT-Verfahren keine unmittelbaren Aussagen zur Formaldehyd-Emission möglich.
Das AHMT-Verfahren wurde mit der VDI-Richtlinie VDI 3862 Blatt 4 standardisiert. Es wird unter anderem in der Emissionsmessung bei Räucheranlagen, Tierkörperverwertungsanlagen und Verbrennungsmotoren eingesetzt.